# Stájerházak
A Stájerházak néven ismert épületegyüttes Kőszegtől mintegy tíz kilométerre, a Kőszegi-hegységben áll.

## Története
Az első két épületet Kőszeg városa a XVIII. század végén lakóháznak építette Stájerországból 1770-ben, Mária Terézia Erdőrendtartásának (erdőtörvényének) kiadása után, a szakszerű erdőgazdálkodás megkezdésére behívott erdészek számára. Az erdőőrök 1780 tájától egészen 1954-ig laktak itt, és 1920 után panziót is berendeztek, ahol olcsón árusították teheneik friss tejét, az abból érlelt sajtot, valamint kenyeret, szalámit és bort.
A vadászlakot 1830-ban Chernel György építette.
A ma is itt álló haranglábat az 1902-ben elhunyt Kayszrál Károly erdész hagyományából állították, de a harangja ma Szombathelyen, a Falumúzeumban található. A haranggal nemcsak az erdőmunkások munkaidejének elejét és végét jelezték, de olykor az eltévedt turisták érdekében is megkondították.
1932-ben dr. Stur Lajos anyagi támogatásával építették fel a dr. Thirring Gusztávról elnevezett turistaszállót, aminek csak az alapjai maradtak meg.

## Látnivalók
- Az egyik volt erdészházban a Szombathelyi Erdészeti Rt.  erdészeti múzeumot hozott létre. A kiállítás a Kőszegi-hegység növény- és állatvilágát, a táj történetét mutatja be.

Nyitva:
- Május 1-jétől szeptember 30-ig: Cs, Szo, V: 10–16 óra
- Október 1-jétől október 23-ig: Szo, V: 10–16 óra

- A házak mellett fakadó forrás vize kis arborétumot öntöz. Ennek érdekessége a díszes levelű szúrósfenyő és a sárga virágú havasszépe, aminek kivadult példányai már a környező erdőszéleken is megtelepedtek.

## Megközelítése
Gépkocsival Kőszegen vagy Velemen keresztül közforgalmi úton a Hörmann-forrás melletti parkolóig juthatunk el; a házakhoz onnan erdészeti út vagy kék turistajelzés vezet.

## Egyéb érdekességek
1947. február 19-én itt mérték a hótakaró vastagságának magyarországi rekordját: 151 cm-t.